# Солнечное затмение 25 ноября 2011 года
Солнечное затмение 25 ноября 2011 года — частное солнечное затмение 123 сароса. Область видимости затмения попала на Антарктиду и на прилегающие территории. Небольшие частные фазы затмения были видны в южной Африке и Новой Зеландии. Максимальная фаза затмения 0,90. На Южном полюсе наблюдалась фаза 0,77.